# Limburský sýr
Limburský sýr neboli Limburger (v jižním Nizozemsku známý jako Rommedoe, v Belgii Herve) se vyrábí z pasterizovaného kravského mléka, vzhledem a chutí připomíná romadur.

## Historie
Pochází z města Herve v někdejším Limburském vévodství, kde je jeho výroba doložena již v patnáctém století (bývá také nazýván Herve). 
Je populární především v Belgii, Nizozemsku a Německu, od roku 1867 se vyrábí i v USA. 

## Charakteristika
Na povrchu má načervenalý maz a uvnitř je vláčný. Limburský sýr se nechává zrát tři až čtyři týdny. Přítomnost baktérie Brevibacterium linens způsobuje příslovečný silný zápach připomínající zpocené nohy, chuť je pikantní až palčivá. Limburský sýr je nízkotučný, někdy se do něj přidávají i bylinky. V obchodech se objevuje v podobě cihliček, konzumuje se nejčastěji se žitným chlebem a cibulí nebo s bramborami, zapíjí se pivem, ciderem nebo mlékem.